# Coenosia manillensis
Coenosia manillensis este o specie de muște din genul Coenosia, familia Muscidae. A fost descrisă pentru prima dată de Georg von Frauenfeld în anul 1867. Conform Catalogue of Life specia Coenosia manillensis nu are subspecii cunoscute.